# Мёлин
Мёлин (нем. Möhlin) — коммуна в Швейцарии, в кантоне Аргау.
Входит в состав округа Рейнфельден. Население составляет 9355 человек (на 31 декабря 2007 года). Официальный код — 4254.

## Фотографии

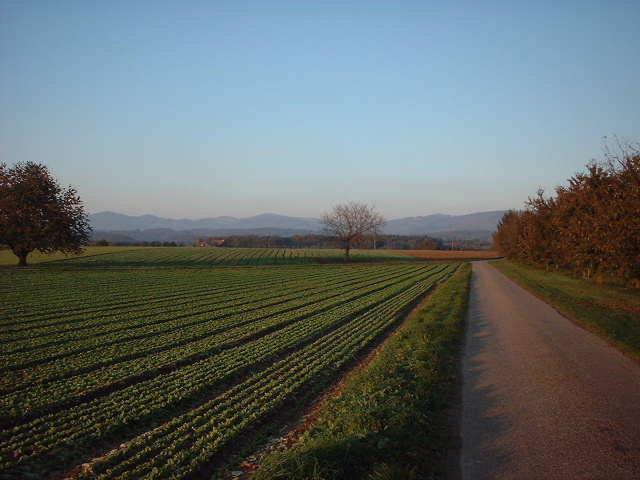
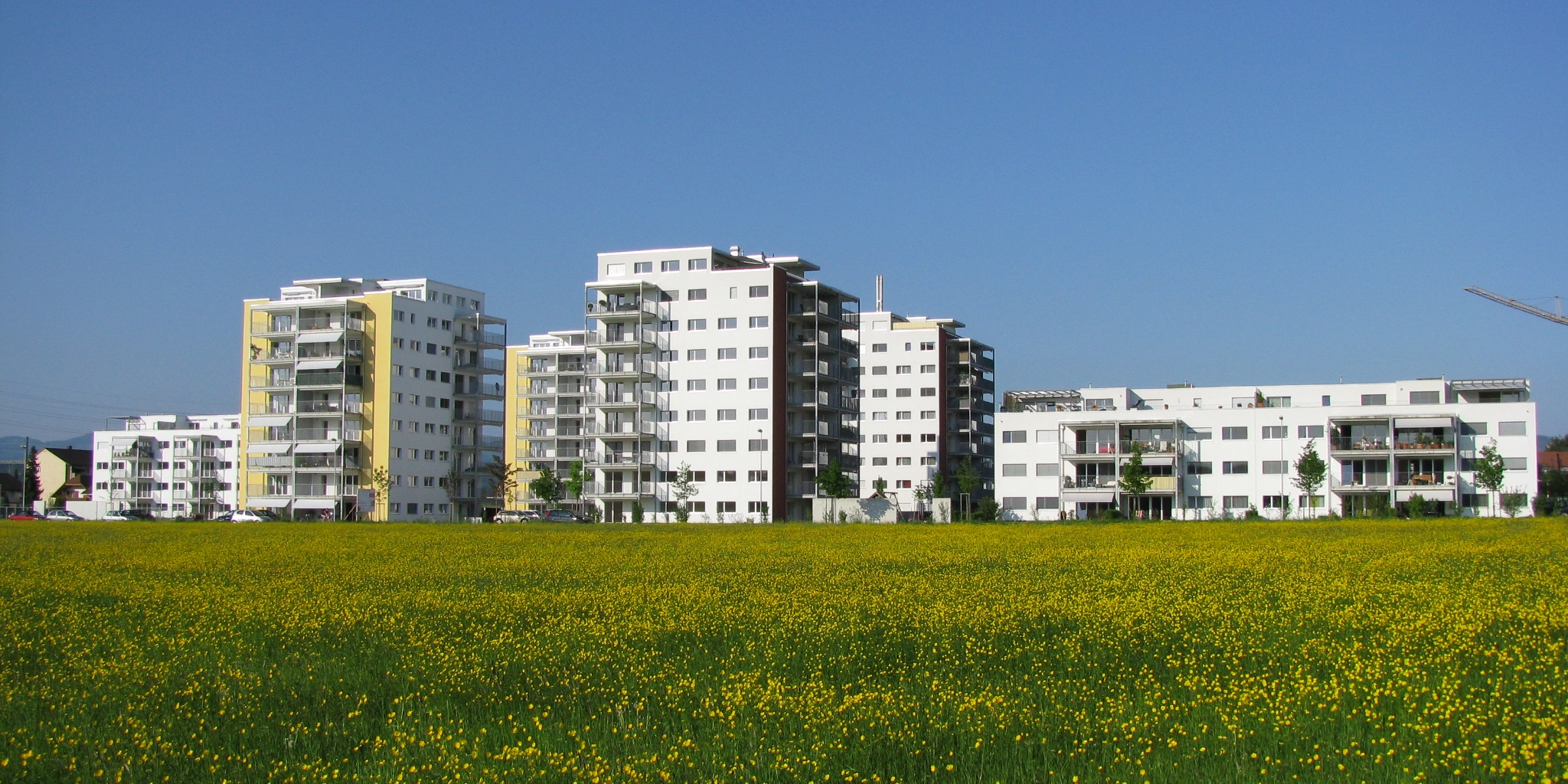
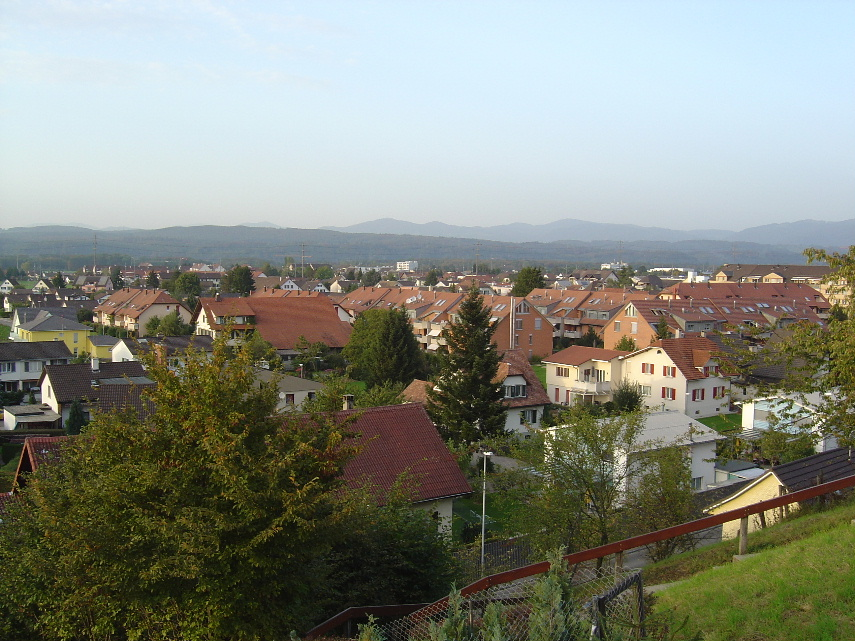
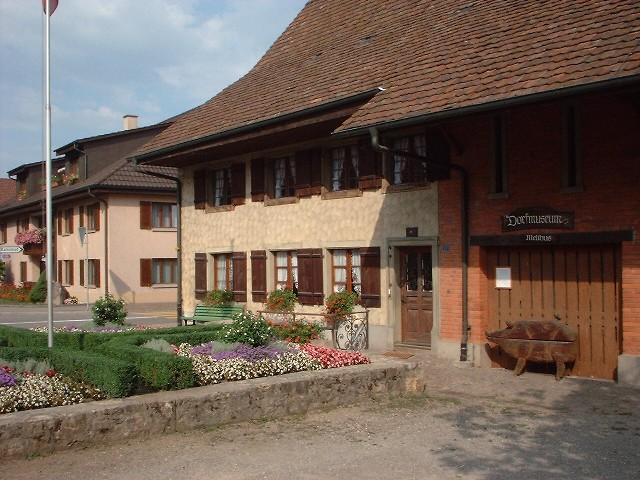
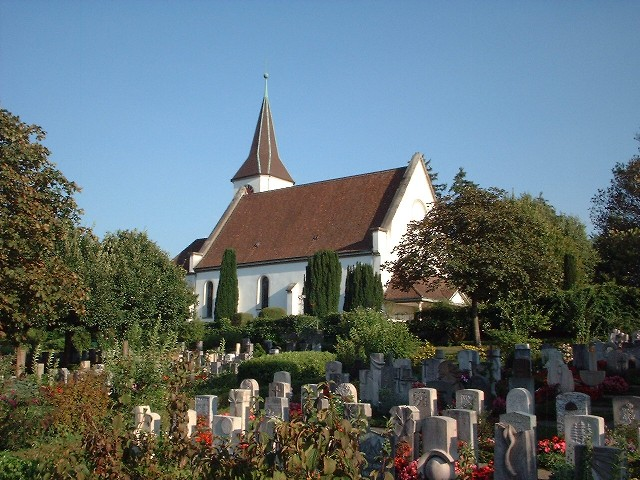
Церковь
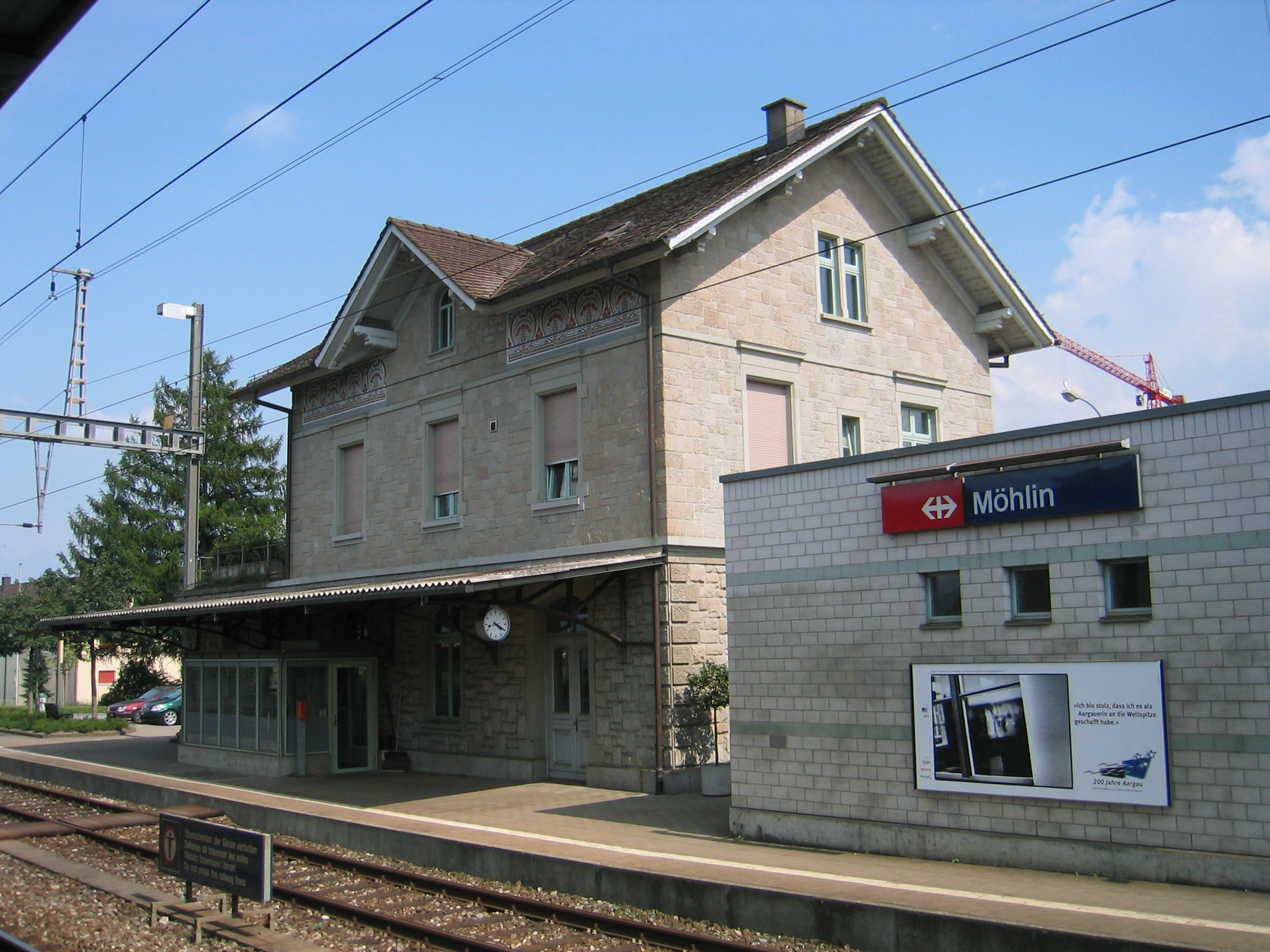
Вокзал
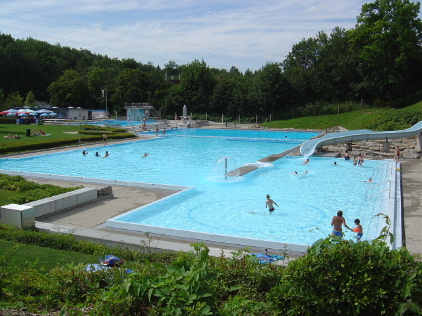
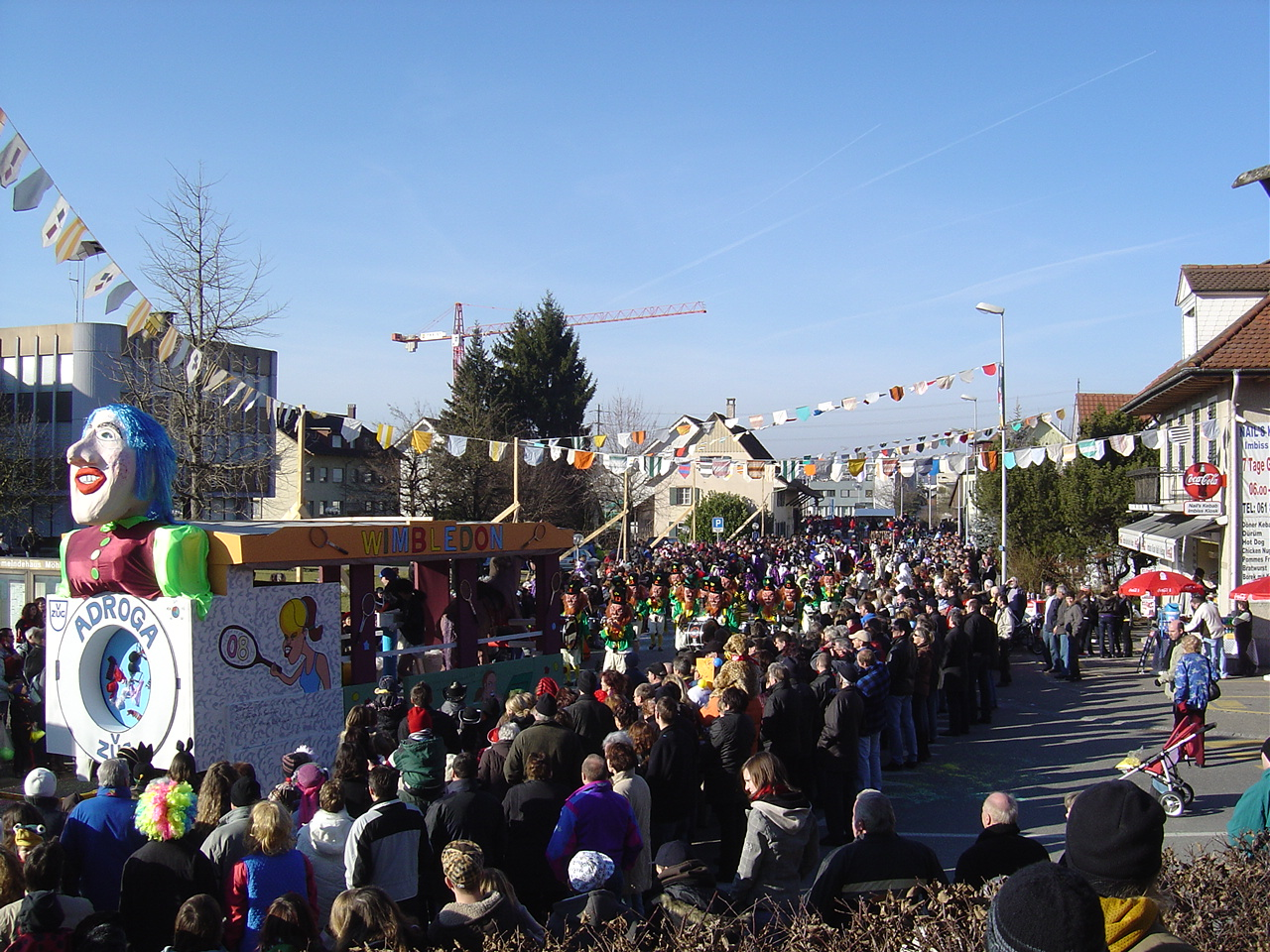